# Pomar (Coronel Fabriciano)
Pomar ou Residencial Pomar é um bairro do município brasileiro de Coronel Fabriciano, no interior do estado de Minas Gerais. Localiza-se no distrito-sede, estando situado no Setor 2. Segundo o censo demográfico de 2022, realizado pelo Instituto Brasileiro de Geografia e Estatística (IBGE), sua população era de 876 habitantes e havia 307 domicílios particulares permanentes ocupados.
De acordo com o IBGE, em 2010 a população era de 628 habitantes e havia 204 domicílios particulares.
O local onde está situado o atual bairro pertencia a um pomar de um sítio, com diversas árvores frutíferas, principalmente goiabeiras, o que explica o nome recebido pela localidade. O residencial foi criado na década de 1980, após a área ser loteada por Antônio José Joaquim Pires.